# Combat d'Enghien et Hal
Guerre des Paysans
Batailles
- Saint-Nicolas
- 1er Boom
- Merchtem
- Zele
- Malines
- 2e Boom
- Hooglede
- Moorslede
- Zonnebeke
- 1er Diest
- 1er Louvain
- Alost
- Turnhout
- Enghien-Hal
- Hérinnes
- Audenarde
- Leuze
- 2e Louvain
- Ingelmunster
- Duffel
- Herentals
- Arzfeld
- Clervaux
- Amblève
- Stavelot
- Pollare
- Londerzeel
- Kapelle-op-den-Bos
- Bornem
- Meerhout
- 2e Diest
- 3e Diest
- Mol
- Jodoigne
- Marilles
- Beauvechain
- Hélécine
- Kapellen
- Meylem
- Hasselt

Le combat d'Enghien et Hal se déroule pendant la guerre des Paysans. Le 26 octobre 1798, une colonne républicaine française venue de Bruxelles reprend les villes d'Enghien et Hal aux paysans insurgés. 

## Prélude
Le 24 octobre, les paysans du canton d'Hérinnes se révoltent à Oetingen où ils chassent les commissaires français chargés du recrutement, ainsi que les gendarmes. Dans ce canton, l'insurrection a été planifiée par plusieurs conjurés. Le même jour, Hérinnes et Vollezele entrent en rébellion, le 25, d'autres paroisses se révoltent, ouvrent les églises, détruisent les registres de conscription et pillent les demeures des fonctionnaires. Les huit ou neuf paroisses insurgées forment un congrès de quinze membres, Van Eeckhout, un ancien échevin, en est élu président.
Les rebelles forment une « armée catholique », avec un capitaine à la tête de chaque paroisse, tous les jeunes gens en âge de porter les armes sont enrôlés. De son côté, l'assemblée envoie des courriers pour entrer en contact avec les insurgés de Ninove et Lennik, elle fait arrêter comme otages la femme et les enfants du commissaire De Coster, ainsi que la femme du président de la Commission française, elle institue également un collecte pour l'armée insurgée.

## Déroulement

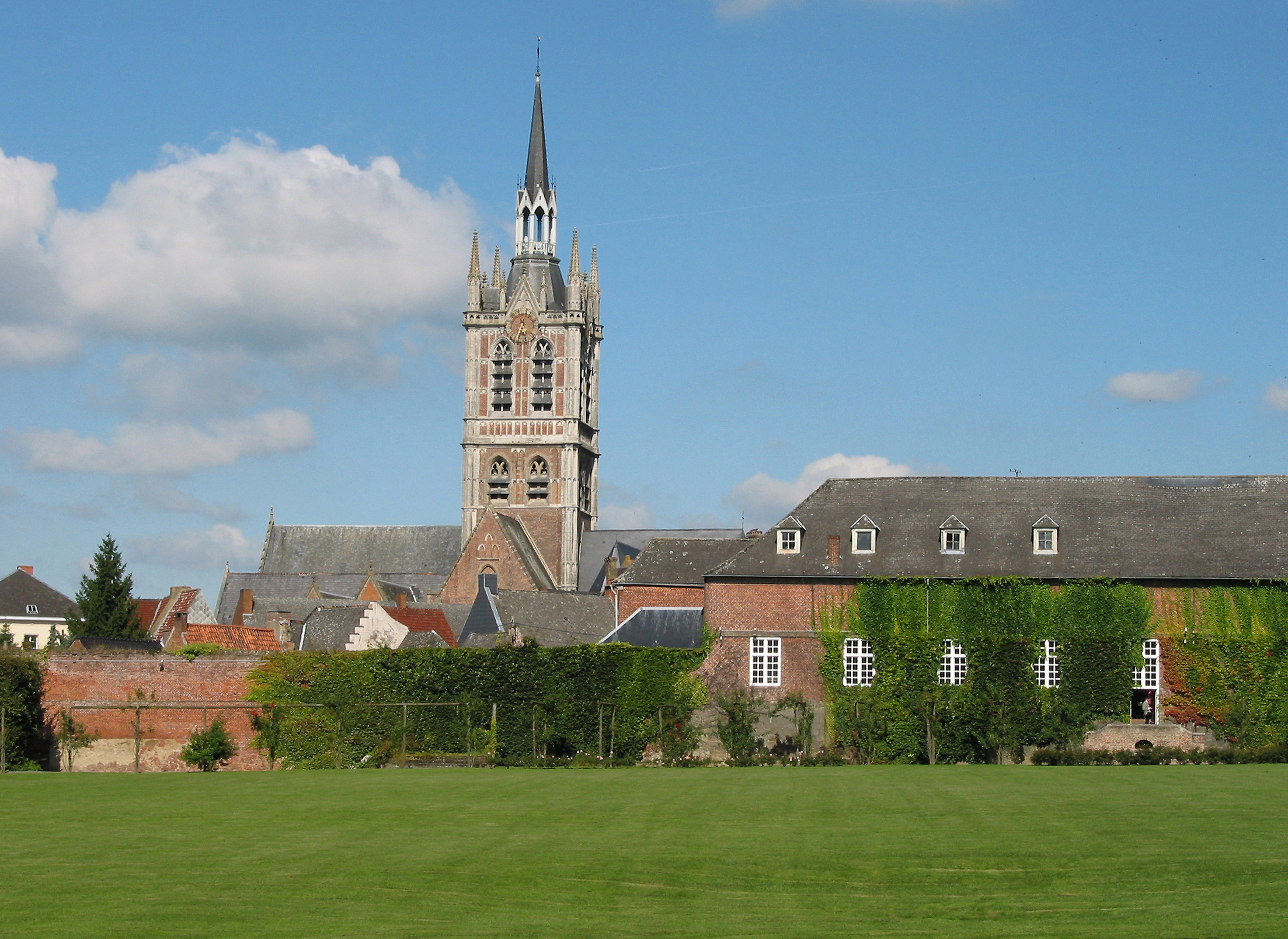
Église Saint-Nicolas à Enghien.

Le 25 octobre 1798, le tocsin retentit et les forces rebelles se portent sur Enghien. L'administration républicaine prend la fuite et se réfugie à Bruxelles. Les insurgés détachent une partie de leurs forces sur Tubize, mais le gros de la troupe entre à Enghien dans la soirée, sans se voir opposer de résistance. Les caisses publiques sont saisies et l'arbre de la liberté est renversé.
Mais les autorités républicaines réagissent. Dans la nuit du 25 au 26, une colonne de 400 soldats français commandés par le capitaine Tugnot quitte Bruxelles et marche à la rencontre des insurgés, elle est précédée par un détachement de cavalerie sorti de Mons. À l'aube, les Français traversent Hal qui reste calme. À 9 heures du matin, ils arrivent à Enghien. Mais la plupart des insurgés se sont dispersés pendant la nuit pour regagner leurs villages, aussi les Français ne trouvent-ils qu'une centaine d'hommes dans la place. Ces derniers ne résistent pas longtemps et prennent rapidement la fuite. Mais l'alerte est donnée, de nouvelles forces rassemblées à Hérinnes se portent sur Enghien. Les insurgés lancent deux assauts et parviennent jusqu'à la place centrale de la ville. Mais la cavalerie de Mons vient prendre les rebelles à revers, ces derniers paniquent et prennent la fuite en direction d'Hérinnes. Environ 150 rebelles ont été tués selon les républicains et plusieurs autres sont faits prisonniers, dont le capitaine Wielandt, un des membres de l'assemblée des paroisses insurgées,. 
Mais une autre troupe, forte de 300 hommes, entre à Hal en début d'après-midi. Là encore elle s'empare des caisses publiques, pille les demeures de certains fonctionnaires et brûle l'arbre de la liberté. Informée, la colonne française quitte Enghien et gagne Hal, où elle entre à quatre heures de l'après-midi. La colonne se divise et attaque sur deux points. Les insurgés sont surpris et mis en déroute après une heure et demie de combats, ils se replient sur Hérinnes. Selon les Républicains, les rebelles laissent une centaine de morts à Hal, mais ces estimations sont souvent exagérées,. 
De leur côté, les insurgés du canton de Lennik devaient également se porter à Hal, mais lorsqu'il apprennent la déroute de la précédente troupe, ils renoncent et font demi-tour.
Vainqueurs, les Français partent de Hal à 10 heures du soir et rentrent à Enghien. À 3 heures du matin, la troupe de Tugnot est renforcée par l'arrivée de nouvelles colonnes, dont une venue de Tournai. 
| « Une des deux colonnes dirigées sur Enghien et communes environnantes a livré divers combats aux insurgés ; elle les a chaque fois mis en fuite et leur a tué dans la journée au moins 150 hommes. Cette colonne n'a eu que cinq hommes tués et deux blessés. Un détachement de cavalerie parti de Mons s'est porté aussi sur Enghien et a détruit un assez grand nombre de révoltés. Parmi les morts se trouvait un de leurs chefs sur lequel on a trouvé des documents importants. » — Rapport du général Beguinot. |